# Madre de Deus (Bahía)
Madre de Deus (en español:Madre de Dios) es un municipio brasileño del estado de Bahía. Posee un área de 11,141 km², con una población recensada en 2007 de 79.381 habitantes. Su antiguo nombre era Isla de los Cururupebas, en virtud del cacique tupinambá Cururupeba que habitaba en esa isla y que después de años de resistencia, sucumbió en las investidas de los colonizadores portugueses.

## Geografía
El municipio está localizado en una isla. Su vinculación con el continente es a través de los municipios de Candeias y São Francisco do Conde. Apenas 100 metros la separam del continente y un puente fue construida a finales de los años cincuenta con la creación de la terminal marítima de Petrobras. Con la marea baja es posible atravesar a pie de un lado a otro. La isla se encuentra en la Bahía de Todos los Santos, el mayor del Brasil. El municipio antes pertenecía a Salvador y se emancipó a finales de los años ochenta. 

### Playas
- Playa de la Costa
- Playa de CaçãoLuego en la entrada de la ciudad.
- Playa de la Punta del Suape